# Daiquiri
Daiquiri je koktejl, který obsahuje rum, limetový džus, cukrový sirup a tlučený led. Byl vymyšlen kolem roku 1896 ve městě Santiago de Cuba americkým důlním inženýrem Jenningem Coxem ve chvíli nedostatku ginu. Název dostal podle místního dolu na železnou rudu a přilehlé pláže. Tento koktejl měl v oblibě také známý spisovatel Ernest Hemingway, který ho ale pil bez cukru.